# Paweł Grabowski (zm. 1780)
Paweł Grabowski herbu Oksza (zm. 22 kwietnia 1780 w Krakowie) – generał major wojsk litewskich, starosta czchowski.

## Życiorys
Pochodził z rodziny średnioszlacheckiej, znanej z licznych wojskowych litewskich i koronnych. Miał dwóch braci generałów: Jana Jerzego i Michała Grzegorza.
Na mocy konsensu króla Polski Augusta III otrzymał w 1748 starostwo czchowskie i patent generała (chociaż o jego służbie wojskowej nic nie wiadomo). Do historii wszedł jako inicjator kampanii na rzecz równouprawnienia dysunitów i innych desydentów – współdziałał z Goltzami, ambasadorami Prus i Rosji i był sprawcą ustaw z 1768. Z tego powodu mścili się na nim konfederaci barscy, doprowadzając go do całkowitej ruiny materialnej.